# 阿斯諾瓦紐斯哈山

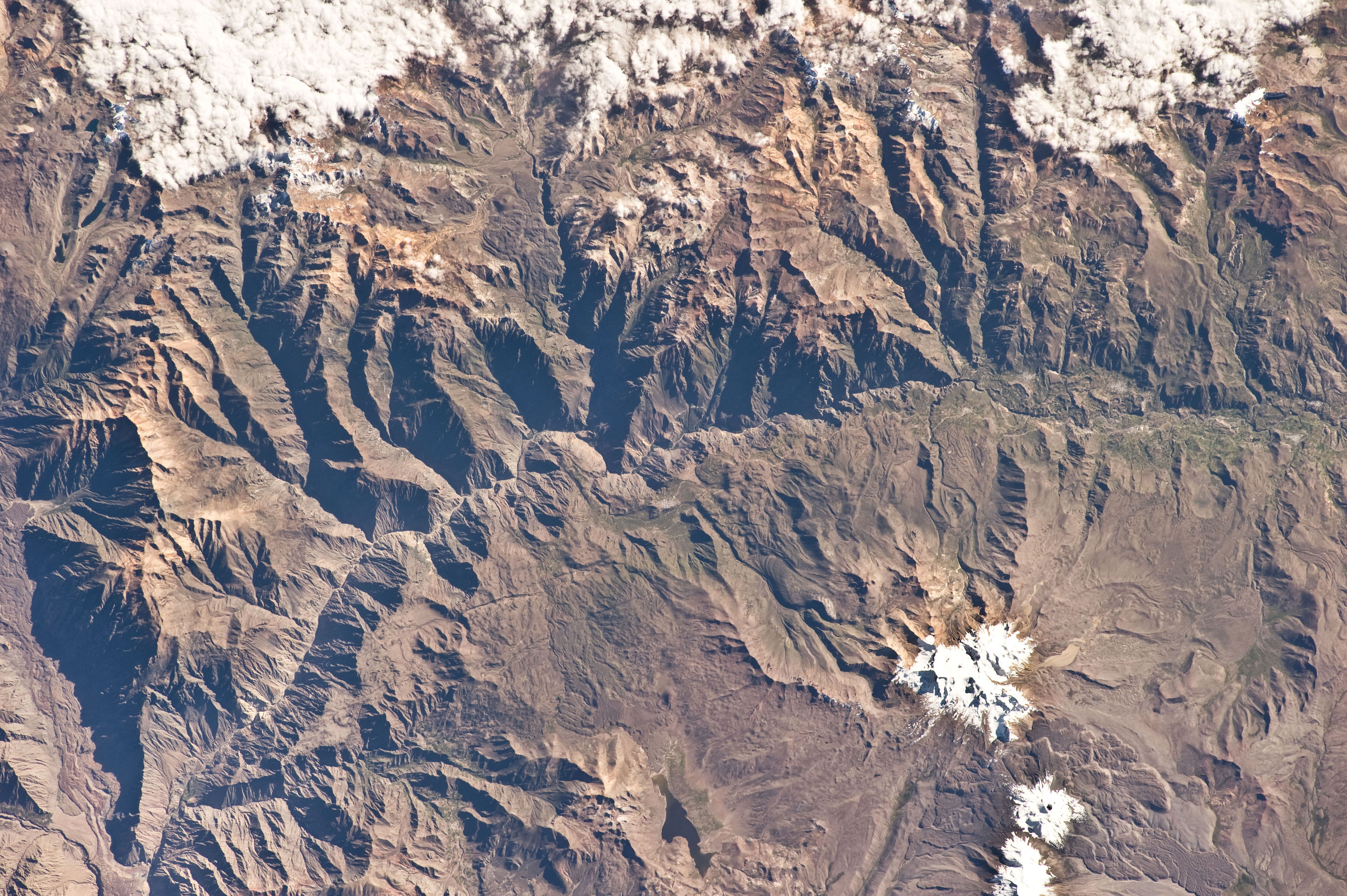

阿斯諾瓦紐斯哈山（Asnohuañusja），是秘魯的山峰，位於該國南部阿雷基帕大區，由卡斯蒂利亞省的查查斯區負責管轄，屬於奇拉山脈的一部分，海拔高度5,245米。